# Stativ

Stativ

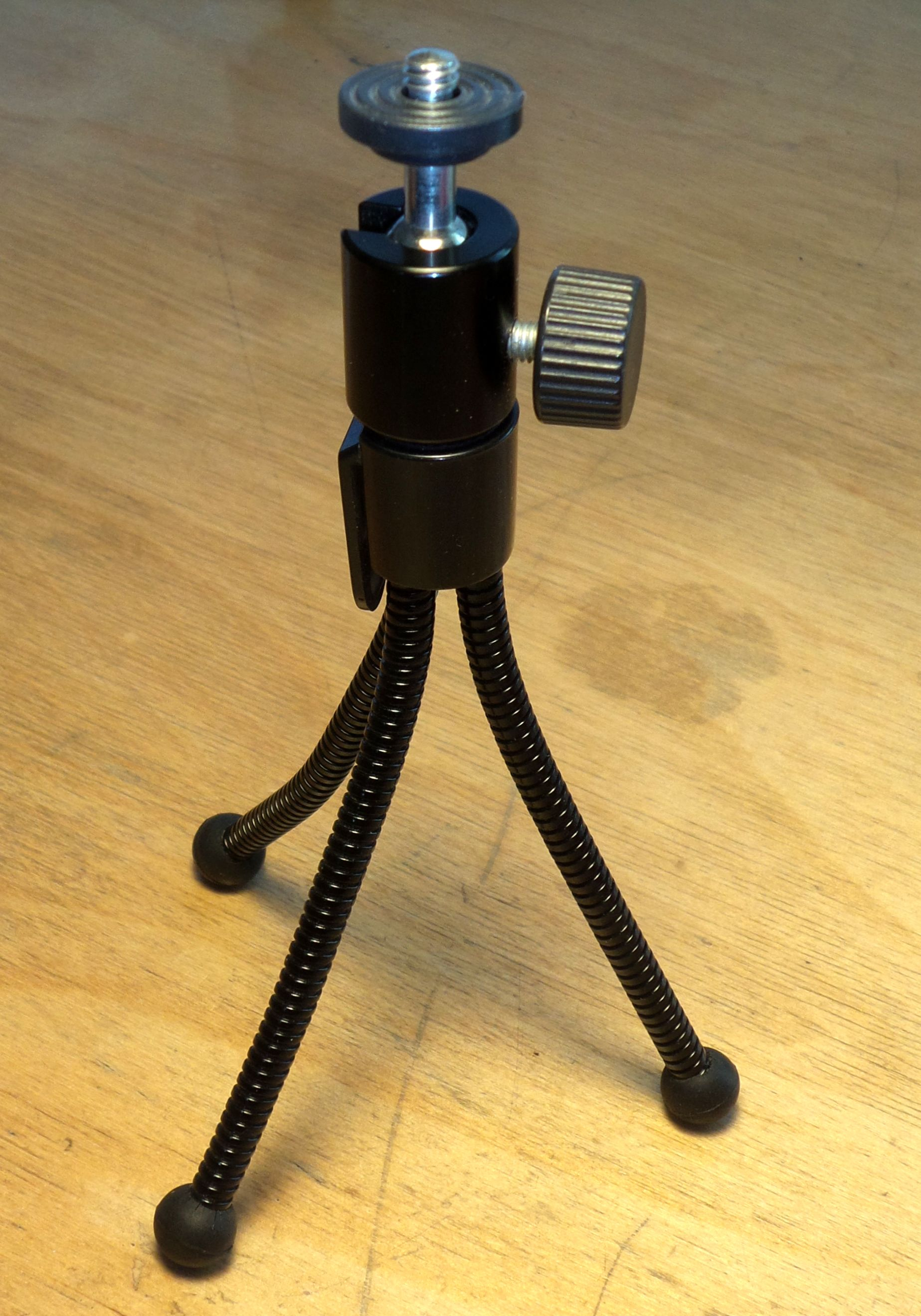
Kleinstativ mit flexiblen Beinen

Das Stativ (lateinisch stativus, -a, -um ‚feststehend‘) dient dem Aufstellen von Kameras, Leuchten, Mikrofonen, Laborgeräten oder Messinstrumenten.
Ein Stativ hat in der Regel drei Stützbeine, die oft als Teleskopbeine in der Länge variabel sind. Sie bestehen überwiegend aus Metall oder Holz. Kleine Stative für kleine Fotoapparate oder Smartphones sind mehrheitlich aus Kunststoff, insbesondere deren biegsame Beine. Das aufzustellende Teil wird auf dem Stativkopf befestigt.
In Labors und im Chemie- und Physikunterricht wird das aufzustellende Teil an einer Stativstange (oder an einem Stativrahmen) befestigt. Die Stativstange ist mit einer Bodenplatte verbunden oder sie wird in einen separaten Stativfuß gesteckt.

## Vermessungsstative

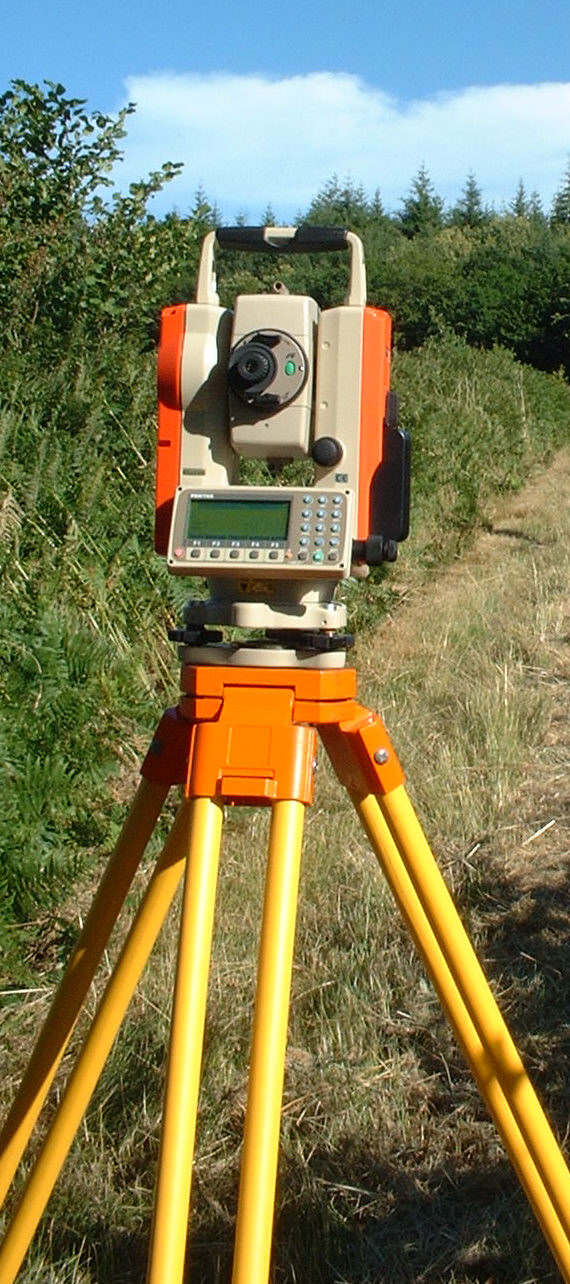
Vermessungsstativ mit aufgesetztem „Untersatz“ zur Horizontierung und Messgerät

Besonders robust und stabil sind manche Vermessungsstative (auch Dreibein) aus lackiertem oder mit Kunststoff überzogenem Holz. Sie können Gewichte bis 20 kg tragen und verwinden sich dennoch so wenig, dass Messgenauigkeiten bis zu einer Bogensekunde (1") möglich sind.
Das für die Stativbeine häufig verwendete Eschenholz ist besonders langlebig, relativ schwer, doch dadurch sehr gut schwingungsdämpfend. Durch den Lack ist es auch unempfindlich gegen feuchte Witterung.
Charakteristisch für Vermessungsstative ist der massive Stativkopf (meist aus Aluminiumguss) mit seiner kreisrunden Öffnung von 6 bis 8 cm Durchmesser. Über ihr wird das Messinstrument von unten mit der sogenannten Herzschraube angeklemmt. Diese kräftige Schraube ist hohl, sodass durch sie ein optisches oder ein Laserlot zum Boden durchvisieren kann. Der Stativkopf selbst ist starr, das Zentrieren über dem Vermessungspunkt erfolgt mit dem Lot oder, bei älteren Messgeräten, mittels Lotschnur durch geringfügiges Verschieben des Theodolits, bevor die Herzschraube fest angezogen wird. Die Stellschrauben für die Horizontierung des Messgerätes sind im Gerät selbst oder in einer eigenen Untersetzplatte integriert.

## Fotostative

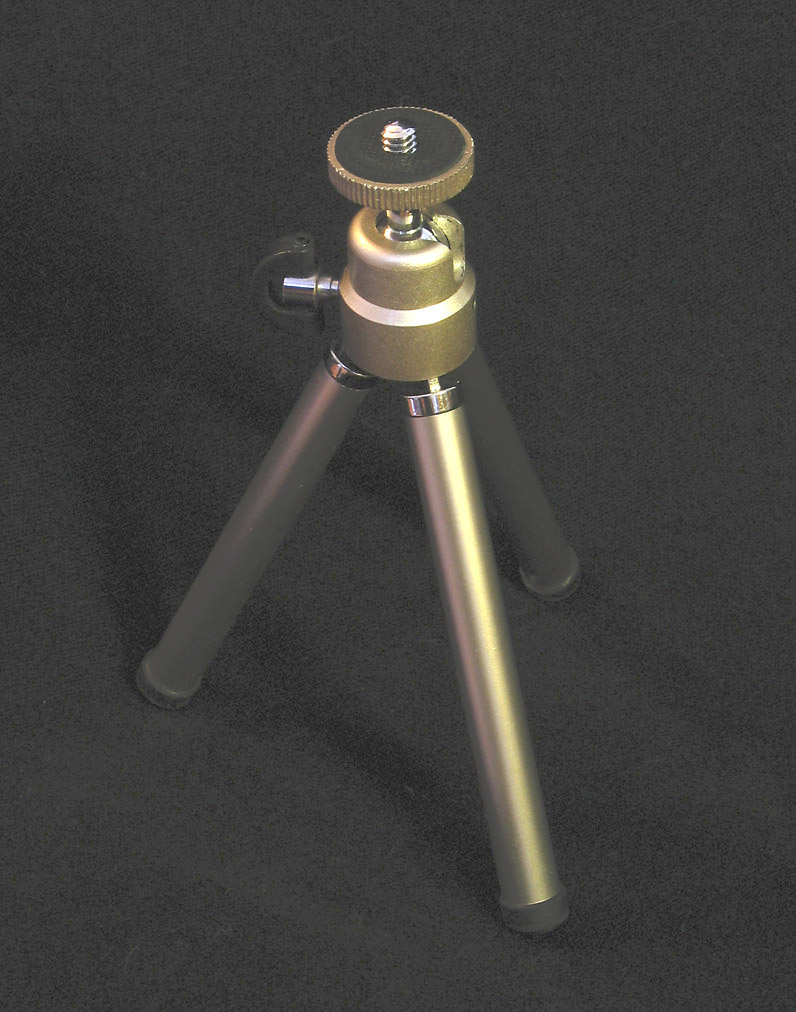
Miniatur-Tischstativ mit Kugelgelenkkopf

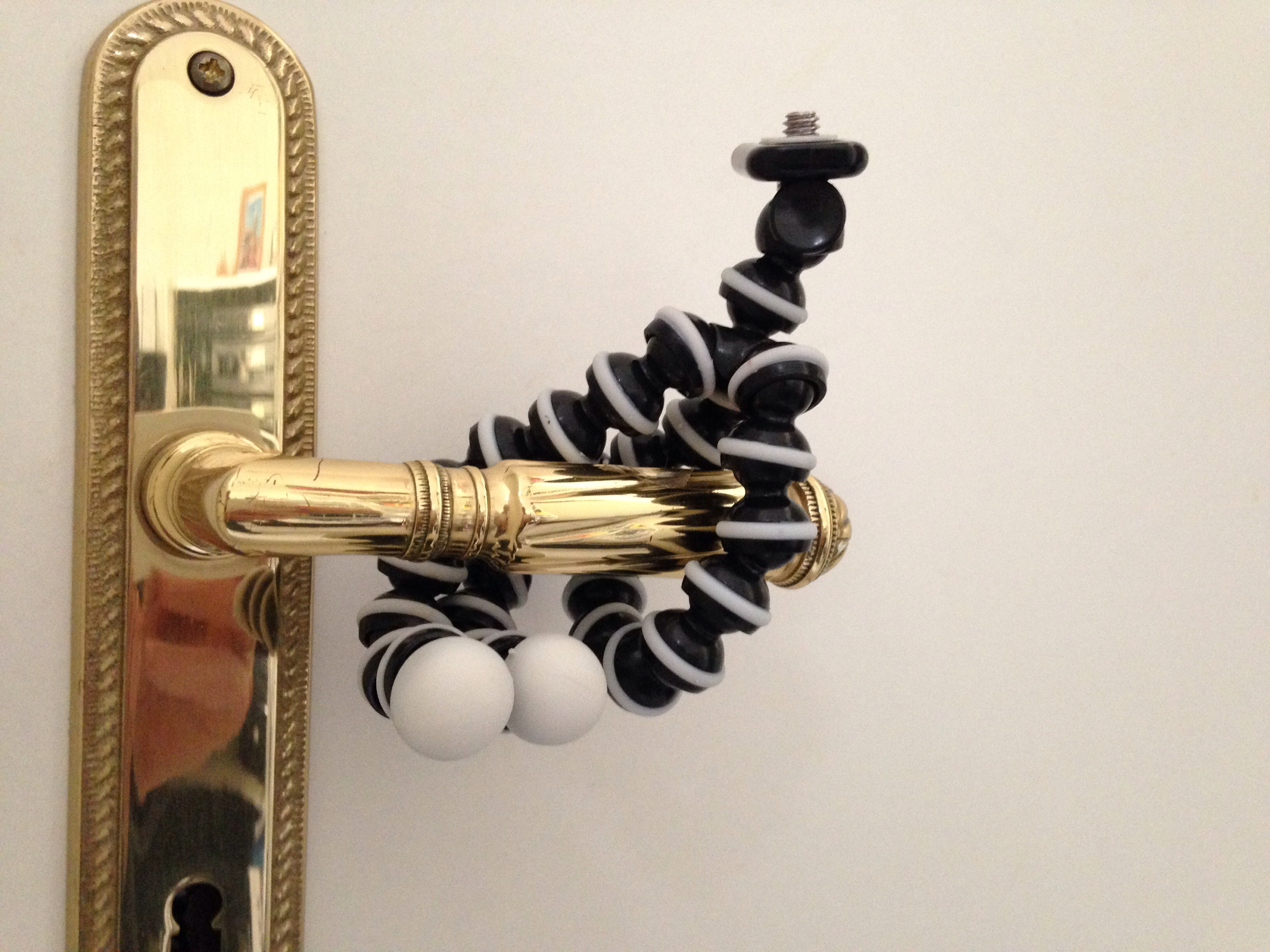
Gorilla-Stativ

Während es bei Vermessungsstativen vor allem auf Stabilität ankommt, wird bei Fotostativen meist ein Kompromiss zugunsten von Handlichkeit, Vielseitigkeit und Gewicht eingegangen. Diese sind darum meist leichter als Vermessungsstative, dafür aber auch weniger stabil. Außerdem besitzen sie häufig eine ausziehbare Mittelsäule, durch die die Kameraposition noch erhöht werden kann, wodurch sich die Stabilität aber weiter verringert. Bei einigen Stativen lässt sich die Mittelsäule auch umgekehrt montieren, was Kamerapositionen in Bodennähe ermöglicht.
Stative werden in der Fotografie meist verwendet, um bei schlechten Lichtverhältnissen (Innenräume, Dämmerung, Dunkelheit), die eine lange Belichtungszeit erfordern, scharfe, verwacklungsfreie Bilder zu erzeugen. Dabei kann die Blende beliebig geschlossen werden, um die Schärfentiefe zu erhöhen oder um die Blende optimal für eine hohe Schärfeleistung des Objektives zu wählen, da die Objektive meist bei mittleren Blendenwerten die beste Abbildungsqualität haben. Auch kann bei Digitalkameras eine niedrige Sensorempfindlichkeit für rauscharme Aufnahmen gewählt werden.
Ein Stativ ermöglicht deckungsgleiche Mehrfachbelichtungen. So kann man etwa bei hellem, hartem Licht entstehende Schatten, welche dunkel und detaillos wirken, durch Mehrfachbelichtung ausgleichen (HDR).
Bei sehr langen Brennweiten ist die Verwacklungsgefahr wegen der großen Winkelauflösung besonders groß, so dass hier ein Stativ (fast) unentbehrlich ist.
Auch angesichts der hohen Pixeldichte (Pixelpitch; von engl. pixel pitch) von Bildsensoren digitaler Kameras kommt dem Stativ im Hinblick auf die Bildschärfe eine größere Bedeutung zu, da die hohe Pixeldichte eher (siehe Faustregel zur „Freihandgrenze“) zu Verwacklungsunschärfen führt.
Darüber hinaus ermöglicht das Stativ eine sorgfältigere Kameraausrichtung und Bildgestaltung. Die bei Großformatkameras häufig eingesetzte Mattscheibeneinstellung erfordert zwingend den Einsatz eines Statives. Zur Vermeidung von Verwacklungen bestehen einige Alternativen, die jedoch ein Stativ nicht in jedem Fall ersetzen können:
- die Empfindlichkeit (ISO/ASA) erhöhen, was jedoch die Körnung der Bilder (analoge Fotografie) oder das Bildrauschen (digitale Fotografie) verstärkt
- die Blende öffnen und die Verschlusszeit verkürzen, wodurch aber die Schärfentiefe geringer wird
- ein Blitzgerät verwenden
- eine Kamera oder ein Objektiv mit Bildstabilisierung verwenden.

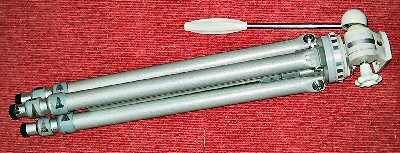
Fotostativ

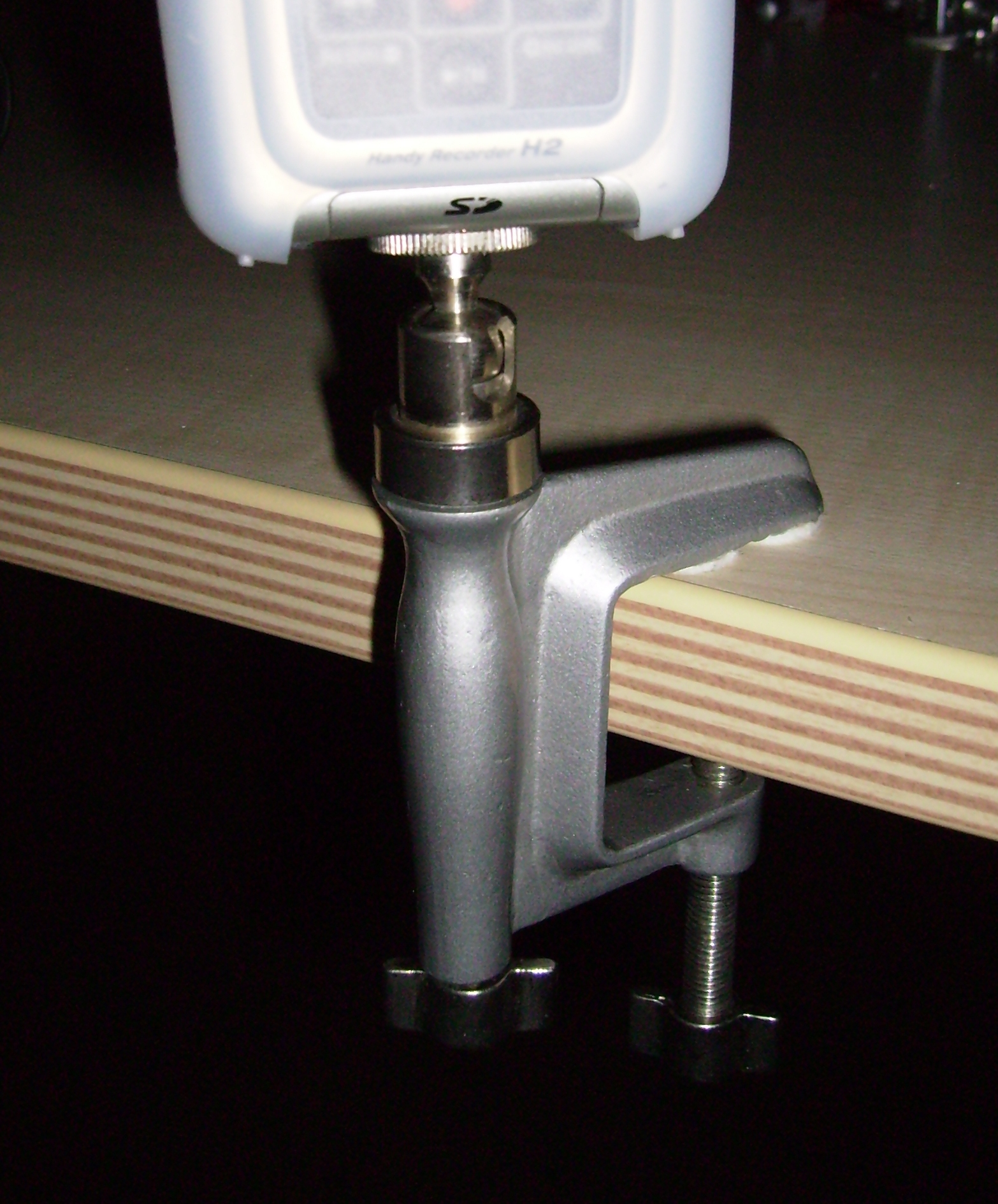
Klemmstativ

Fotostative dienen auch dazu, das Gewicht einer schweren Kamera zu tragen. Wichtig ist dies etwa bei der Naturfotografie, bei der man die Kamera beispielsweise auf ein Vogelnest richtet, um den richtigen Moment abzuwarten. Speziell große und schwere Teleobjektive verfügen über eigene Anschlüsse zur Befestigung auf Stativen.
Die häufigsten Bauformen für Fotostative sind:
- Dreibeinstative (auch Tripod genannt): Sie sind oft aus Kunststoff, dem Leichtmetall Aluminium, aber auch aus Holz oder kohlenstofffaserverstärktem Kunststoff („Carbon“) gebaut.
- Einbeinstative (auch Monopod genannt) sind sehr handlich, haben viel weniger bewegliche Teile und sind leichter als Dreibeinstative. Sie lassen sich in der Regel nicht frei aufstellen und dienen nur als stabilisierende Stütze. Haupteinsatzbereich ist die Reportage- und Sportfotografie mit Teleobjektiven.
- Säulenstative werden meist stationär in der Studiofotografie eingesetzt, da sie einen großen vertikalen Bewegungsbereich ermöglichen.
- Tischstative oder Ministative sind sehr klein. Sie werden oft für Webcams oder kleine Digitalkameras verwendet.
- Klemmstative sind in Form einer Schraubzwinge gebaut. Damit lassen sich Kameras und vor allem Zubehör an Objekten wie Tischplatten, Geländern oder Fensterscheiben befestigen. Dies kann besonders hilfreich sein, um etwa aus einem Auto heraus zu fotografieren.
- Schulterstative besitzen einen Bügel, der auf den Schultern des Fotografen aufliegt, und stützen sich zudem an dessen Brust ab.

Weitere Sonderformen von Stativen sind:
- Saugnapfstative: Sie dienen zur Befestigung an glatten Oberflächen wie Fensterscheiben oder Autodächern.
- Beanbags: Mit Granulat gefüllte Beutel, die passend zur Unterlage und Form der Kamera modelliert werden können, um eine relativ stabile Positionierung der Kamera zu ermöglichen.
- Baumschrauben, oft integriert in Klemmstative, sind händisch in Rinde oder Holzspalten eindrehbar.
- Magnete können schaltbar oder flexibel sein und dadurch ablösbar auf Eisenflächen haften.
- Ministative mit drei plastisch biegsamen Schwanenhalsbeinen, die in Gummikugeln auslaufen
- Spezial-Klemmstative, z. B. mit drei biegsamen, gummierten „Armen“ zum Umgreifen von festen Gegenständen wie Laternenmasten oder Ästen
- Kettenstative als Sonderform des Einbeinstativs
- Hochstative: Sie werden z. B. in der Architekturfotografie eingesetzt. Gängige Ausfahrhöhen sind 10–15 m.

### Stativkopf

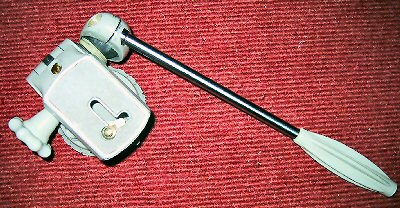
Panoramakopf

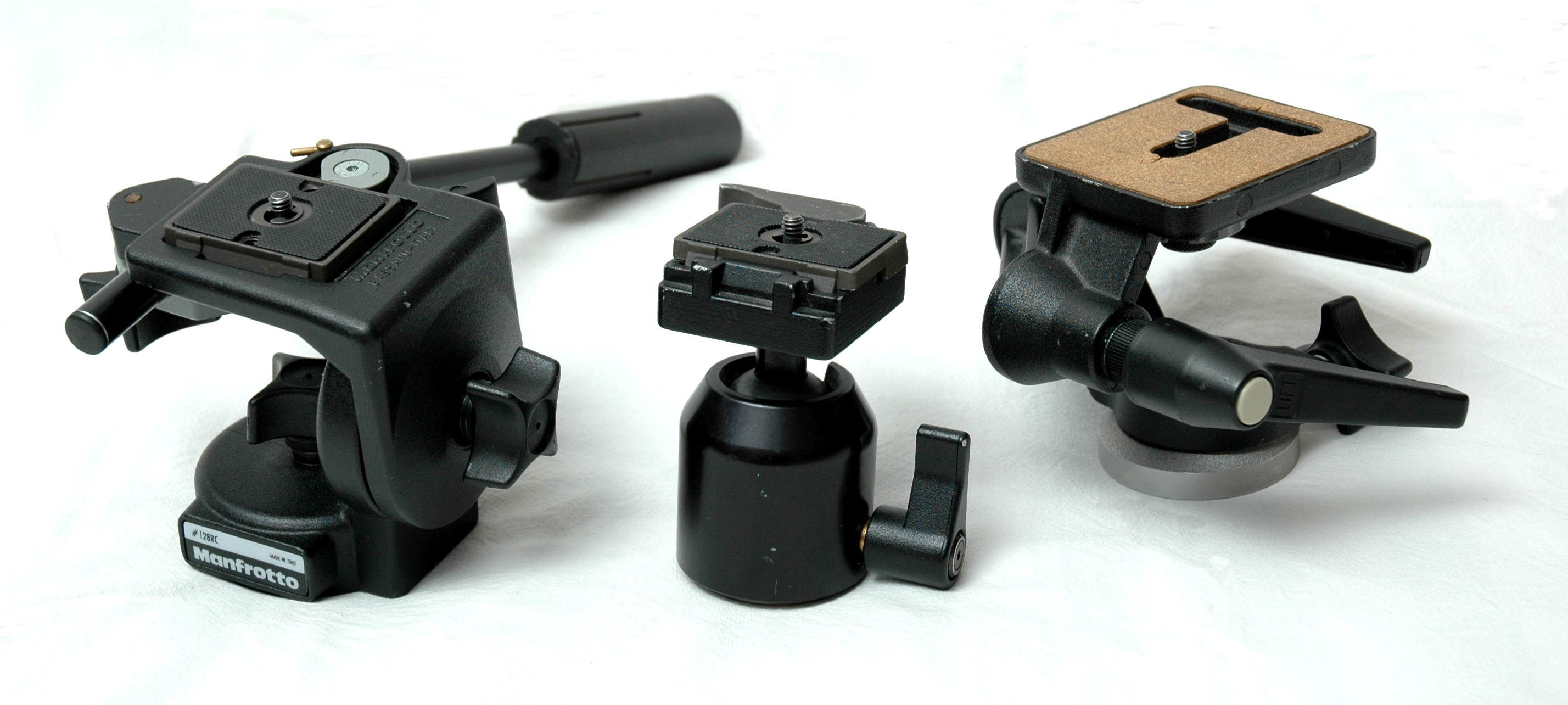
Verschiedene Stativköpfe

Zwischen Stativ und Kamera sitzt üblicherweise ein Stativkopf, welcher die Bewegung bzw. die Ausrichtung der Kamera ermöglicht. Dies kann ein Kugelkopf (auch: „Kugelgelenkkopf“), ein Dreiwegeneiger oder ein Getriebeneiger sein.
Besondere Stativköpfe sind Panoramaköpfe zur Aufnahme von Panoramafotografien aus mehreren Einzelbildern und Teleneiger für Aktionaufnahmen mit langen Telebrennweiten. Um die Einzelbilder passgenau aneinander zu reihen, verfügen Panoramaköpfe in der Regel über Gradeinteilung und Wasserwaagen für jede Rotationsachse (Libellen).
Werden unterschiedliche Kameras mit demselben Stativ eingesetzt, ist eine Ausstattung des Stativkopfs mit einer Schnellwechselplatte hilfreich.

### Stativgewinde

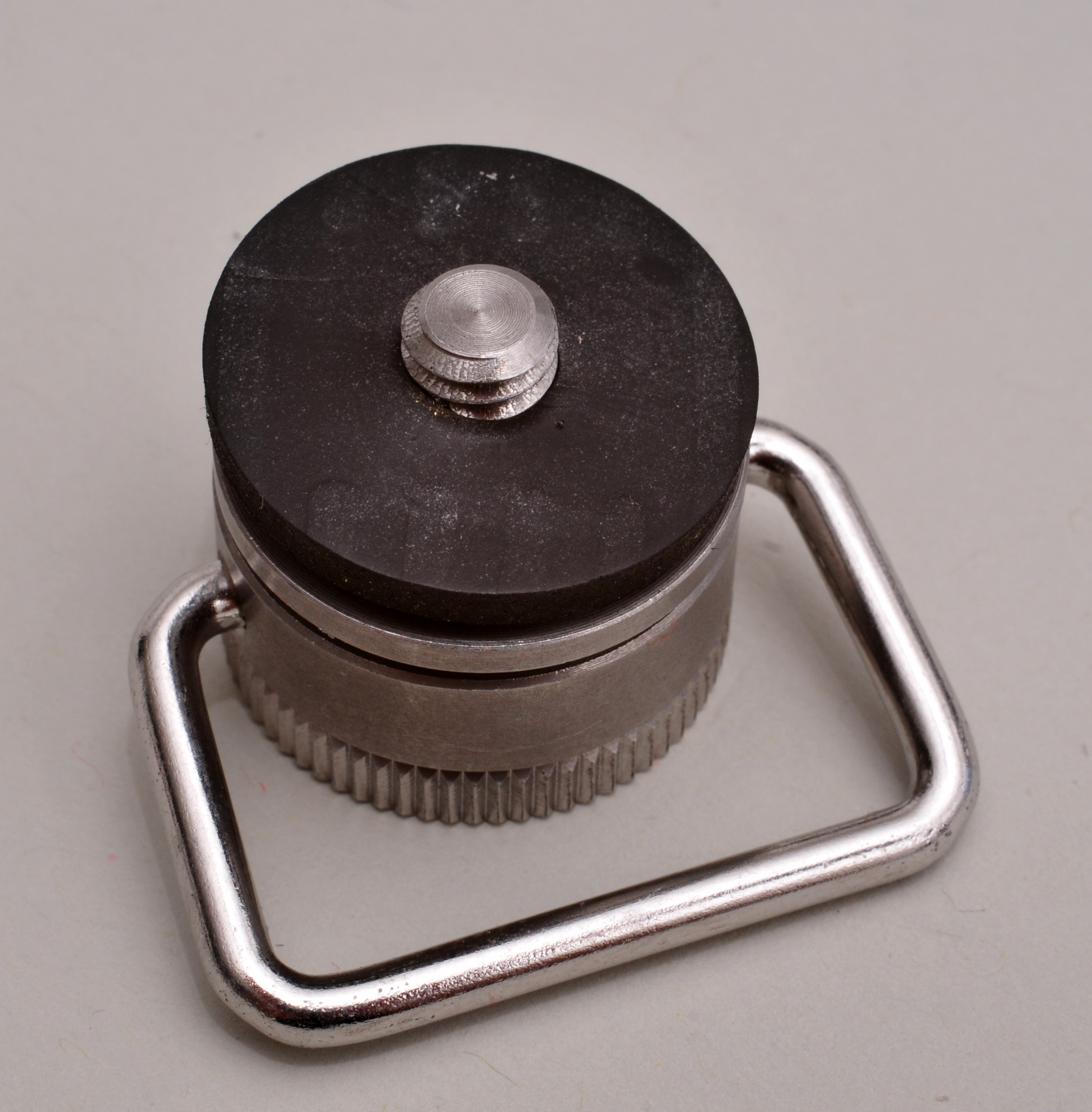
DIN-4503-Stativgewinde an einer Schraube für Kameragurt

Als Stativgewinde bezeichnet man das Schraubgewinde für das zu haltende Gerät. Aus historischen Gründen haben viele Stativanbindungen kein metrisches ISO-Gewinde, sondern ein Zollgewinde in den Größen 1⁄4 ″ und 3⁄8″. Während früher oft der britische Standard BSW (Whitworth-Gewinde) mit einem Flankenwinkel von 55° eingesetzt wurde, wird heute der amerikanische Standard UNC mit 60° Flankenwinkel verwendet. Da Steigung und Durchmesser von BSW und UNC gleich sind und nur die Flankenwinkel variieren, passen alte und neue Systeme meist ohne größere Schwierigkeiten zusammen.
In der ISO 1222 (früher DIN 4503) werden Stativanschlüsse für Kameras und Zubehör inklusiv eventueller Verdrehsicherungen behandelt.
- An Sucherkameras, Spiegelreflexkameras, Mittelformatkameras, Schnellwechselplatten und Stativköpfen wird ein 1⁄4-Zoll-20-Gang-UNC-Gewinde (ca. 6,35 mm Außendurchmesser und 5,2 mm Innendurchmesser, Steigung 1,27 mm) verwendet.
- Einige Mittelformatkameras und so gut wie alle Großformatkameras sowie die meisten Verbindungen zwischen Stativen und Stativköpfen verwenden 3⁄8-Zoll-16-Gang-UNC-Gewinde (ca. 9,6 mm Außendurchmesser und 8 mm Innendurchmesser, Steigung 1,5875 mm). Diese Gewinde finden auch bei Mikrofonstativen Anwendung.

### Stativschraube
Die Stativschraube befestigt die Kamera am Stativ. Oft wird eine Wechselplatte per Stativschraube an der Kamera befestigt und die Wechselplatte dann auf dem Stativkopf mit einer speziellen Klemmbefestigung montiert. Seltener wird die Kamera direkt an den Stativkopf geschraubt. Die Stativschraube besitzt oft als Rändelschraube einen vergrößerten griffigen Schraubenkopf zum festen manuellen Verschrauben. Sie ist zumeist mit Wechselplatte bzw. Stativkopf unverlierbar verbunden. Bzgl. Gewinde gilt ebenfalls die ISO 1222 (siehe Abschnitt Stativgewinde).

## Film- und Videokamerastative
Film- und Videokamerastative (Nachfolgend: Stative) haben die Aufgabe, die Kamera auf einer bestimmten Höhe zu halten, und ermöglichen ein Schwenken und Neigen in beliebige Richtungen. Ein Verdrehen der Kamera ins Hochkantformat, das bei Fotostativen oft durch ein zusätzliches Gelenk ermöglicht wird, ist bei Videostativen nicht vorgesehen. Verwendet werden sowohl normale Stative, die auch in der Fotografie zum Einsatz kommen, als auch spezielle Dolly-Stative, die hauptsächlich im Filmbereich eingesetzt werden, um Kamerafahrten stabil auszuführen.

### Stativbeine
Stativbeine bestehen aus einer ausziehbaren Konstruktion, die die Höhenverstellung ermöglicht. Hier wird besonderer Wert auf Stabilität, Verwindungs- und Schwingungsfreiheit gelegt. Die ersten Stativbeine sind aus lackiertem Holz hergestellt worden. Hölzerne Stative wurden bis vor etwa 40 Jahren hauptsächlich eingesetzt und zunächst von Rohrkonstruktionen aus Stahl-, später aus Aluminiumlegierung abgelöst, so dass Holzstative heute nur noch geringere Verbreitung haben. Heute werden meist kohlenstofffaserverstärkte Kunststoffrohre eingesetzt. Edelstahldornen an den Beinen sorgen für die nötige Stabilität am Boden. Je nach Bodenbeschaffenheit gibt es zusätzlich Bodenspinnen, Rollspinnen oder Stativschuhe, um den Boden zu schonen und für einen festen Halt zu sorgen.
Stativbeine sind in verschiedenen Größen verfügbar, die Höheneinstellungen von ca. 50 bis 200 cm Objektivhöhe ermöglichen.

### Stativanschluss
Der Stativanschluss ist in verschiedenen Standards verfügbar. Das ermöglicht die Montage verschiedener Schwenkköpfe (herstellerunabhängig).

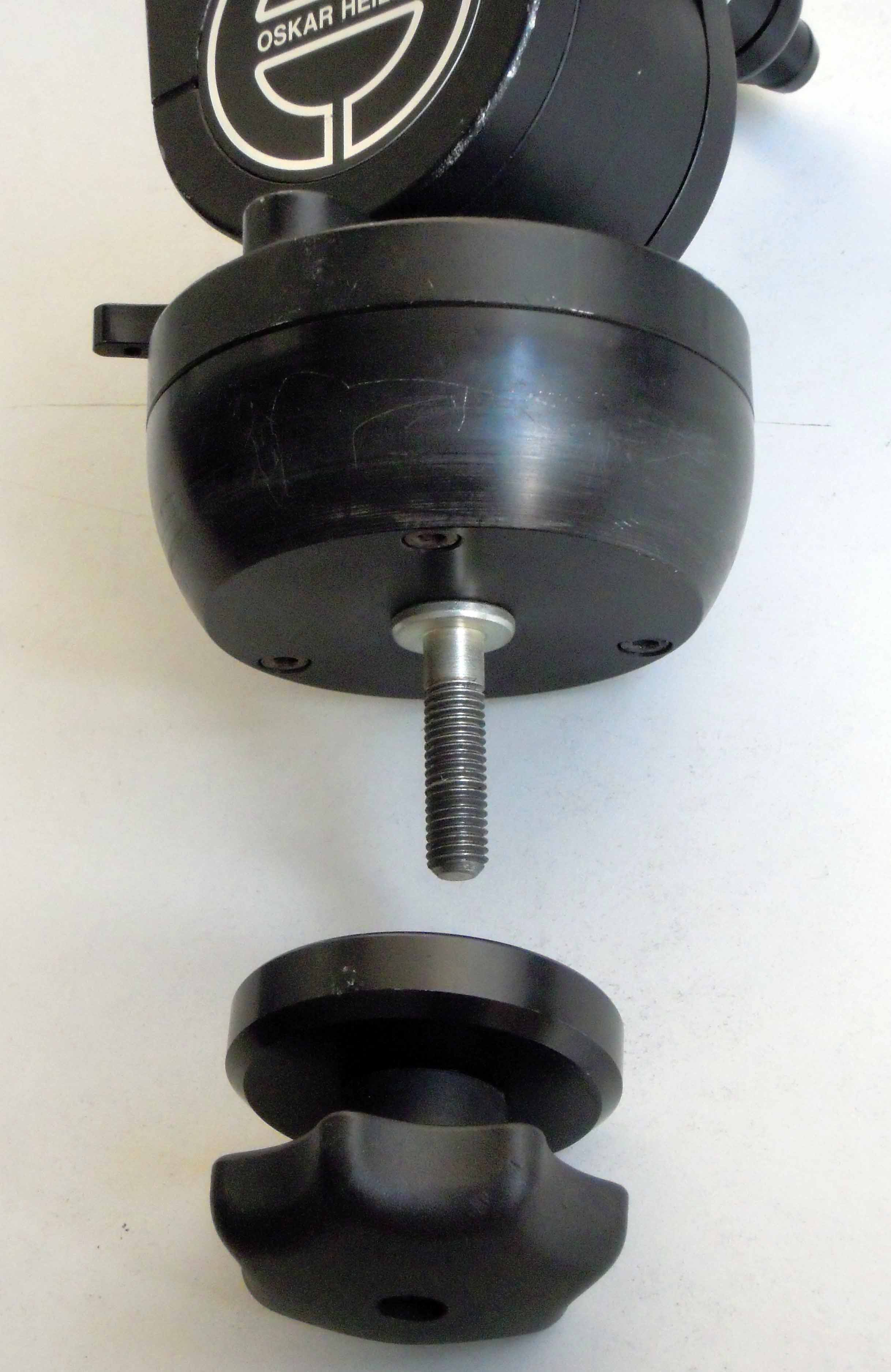
Kugelanschluss OH

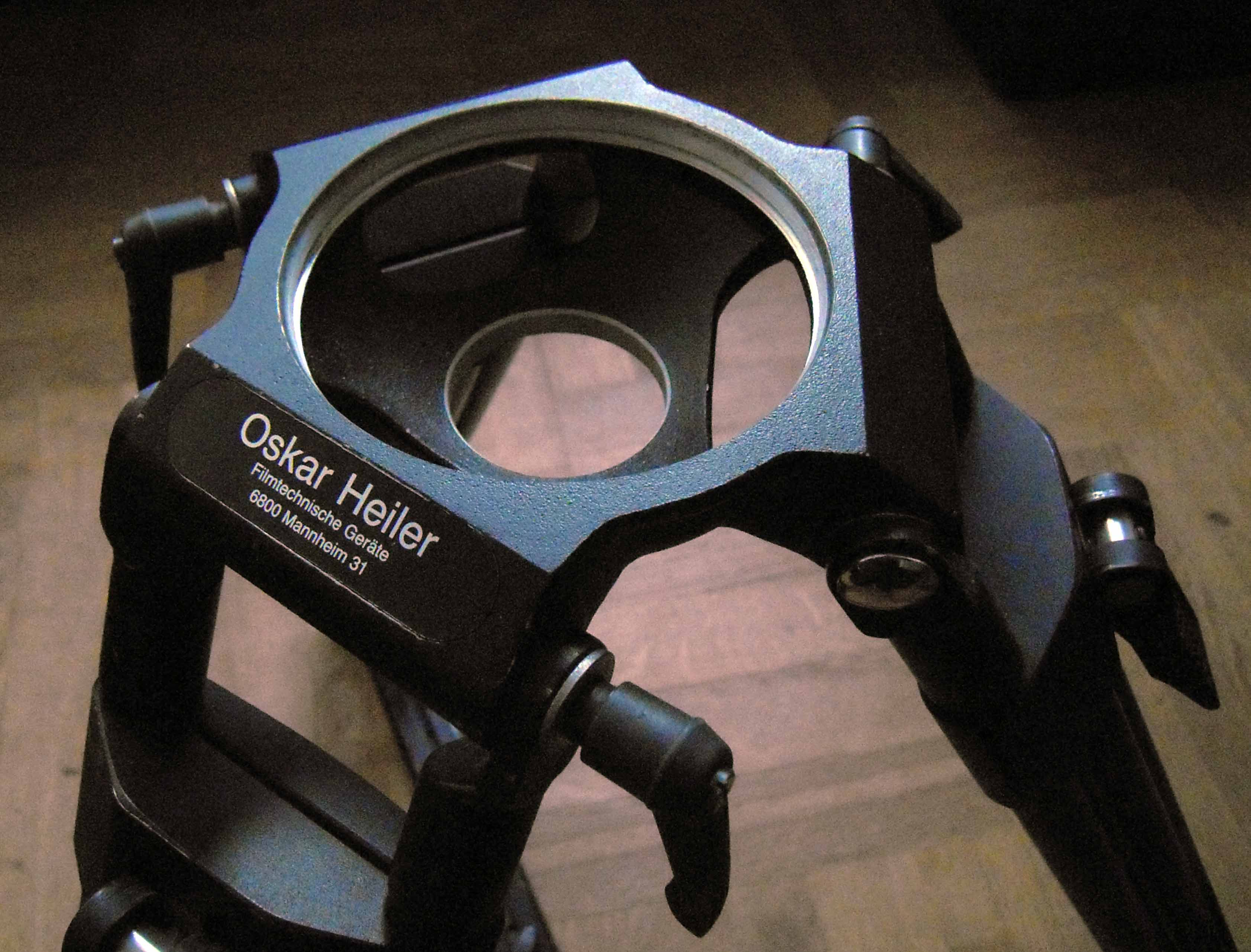
Kugelschale OH

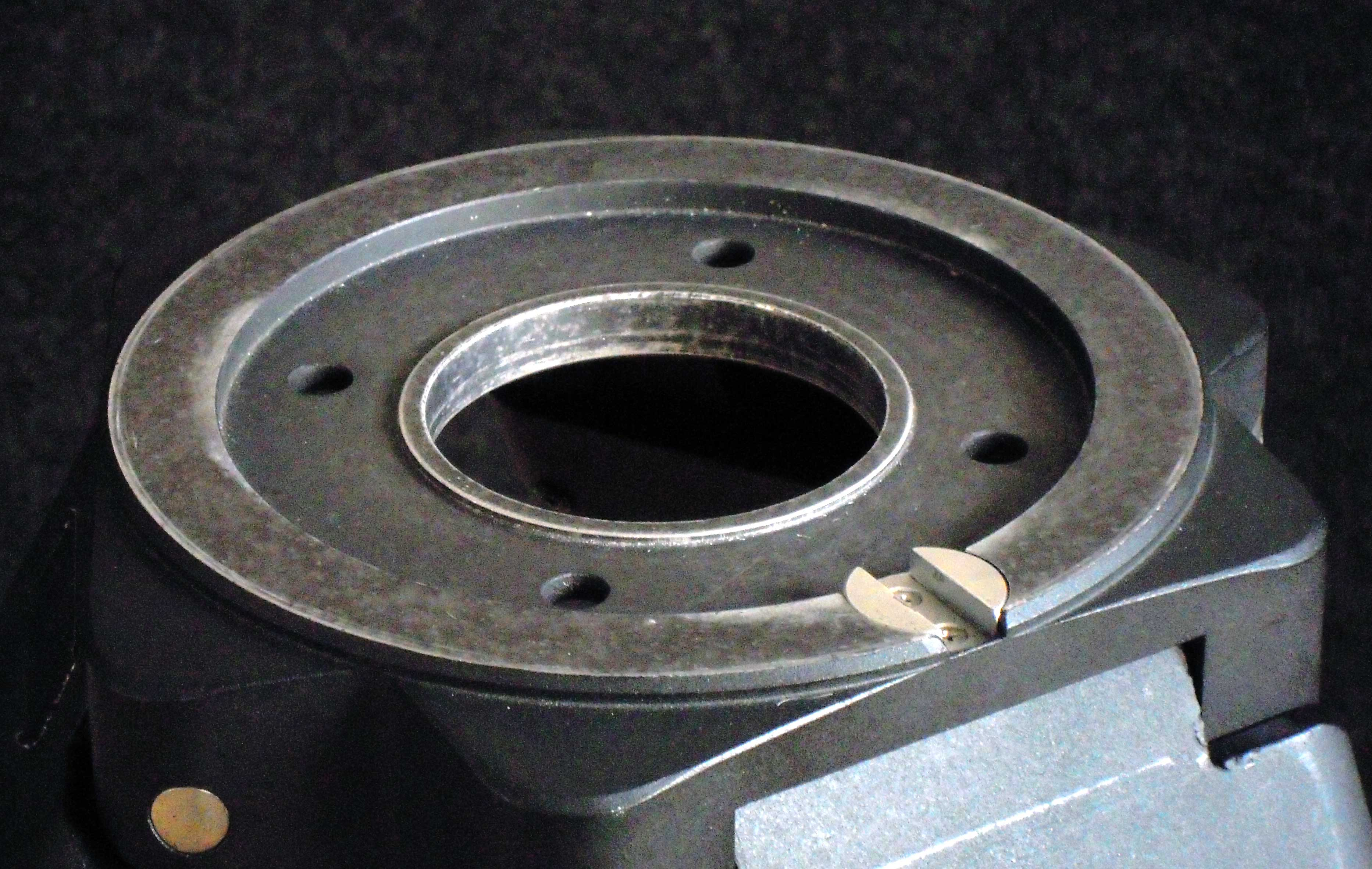
Mitchell-Platte

Im Amateurbereich verbreitet sind Platten auf einer Mittelsäule, wie bei Fotostativen, die durch eine Öffnung im Stativanschluss geführt wird. Professioneller sind Stative mit Kugelschalen. Kugelschalen stehen in verschiedenen Größen (z. B. mit Durchmessern von 75 mm, 100 mm oder 150 mm) zur Verfügung. Die Kugelschale ermöglicht eine schnelle und einfache Ausrichtung des Stativkopfs in der Waagerechten, da dieser nach Lösen einer Klemmvorrichtung in der Kugelschale hin und her geschwenkt werden kann. Diese Bauform ist besonders bei Film- und Videostativen wichtig, da nur bei einer horizontalen Ausrichtung des Kopfes an seiner Basis exakt horizontale Schwenks (panning) und senkrechtes Kippen (Tilting) möglich sind. Platten mit Mittelsäule entstammen in der Regel dem Bereich der Fotostativen.
Ein anderer, weit verbreiteter Stativanschluss ist der Mitchell-Anschluss (engl. Mitchell flat base) für größere Stativköpfe bzw. für schwere Kameras. Hier wird die Ausrichtung in der Waagerechten mit der Stativbein-Höhenverstellung oder einem separaten Schraub-Einstell-Element durchgeführt.

### Schwenkköpfe
Schwenkköpfe sind mechanische Einheiten, die, um zwei Achsen gelagert, ermöglichen die Kamera zu neigen und zu schwenken. Die Schwenkköpfe von Film- und Videostativen sind in beide Richtungen mit einer Dämpfung versehen, um die Ungenauigkeit des menschlichen Arms auszugleichen sowie eine Dynamik der Beschleunigung und Abbremsung zu verleihen. Diese Dämpfung ist je nach Art der Bewegung, des Kameragewichts und der Brennweite verstellbar. Reine Fotostativköpfe erfordern keine Dämpfung, da keine Bewegungen während der Aufnahme durchgeführt werden.
Es werden nach der Dämpfung vier Arten von Schwenkköpfen unterschieden:

#### Fluidkopf
Fluidköpfe pressen eine zähe Flüssigkeit durch Metallkammern. Die so entstehende Reibung dämpft die Bewegungen.

#### Friktionskopf
Friktionsköpfe nutzen die Oberflächenreibung dicht nebeneinander gestapelter, fettgeschmierter Metallscheiben.

#### Kreiselkopf
Der Kreiselkopf ist ein mittels Kreisel mechanisch stabilisierter Schwenkkopf, der heute nur noch historische Bedeutung hat. 1958 allerdings erregte Wendelin Sachtler mit dieser Erfindung großes Aufsehen: Über Getriebe wurden dabei durch die Schwenkkopfbewegung in beiden Richtungen Schwungräder mit relativ hoher Drehzahl angetrieben, was (ähnlich wie umgekehrt bei Spielzeugautos mit Schwungradantrieb) für eine Dämpfung der ursprünglichen Schwenkkopfbewegung sorgte.

#### Kurbelkopf
Kurbelköpfe bewegen die Kamera durch zwei mechanische Getriebe.

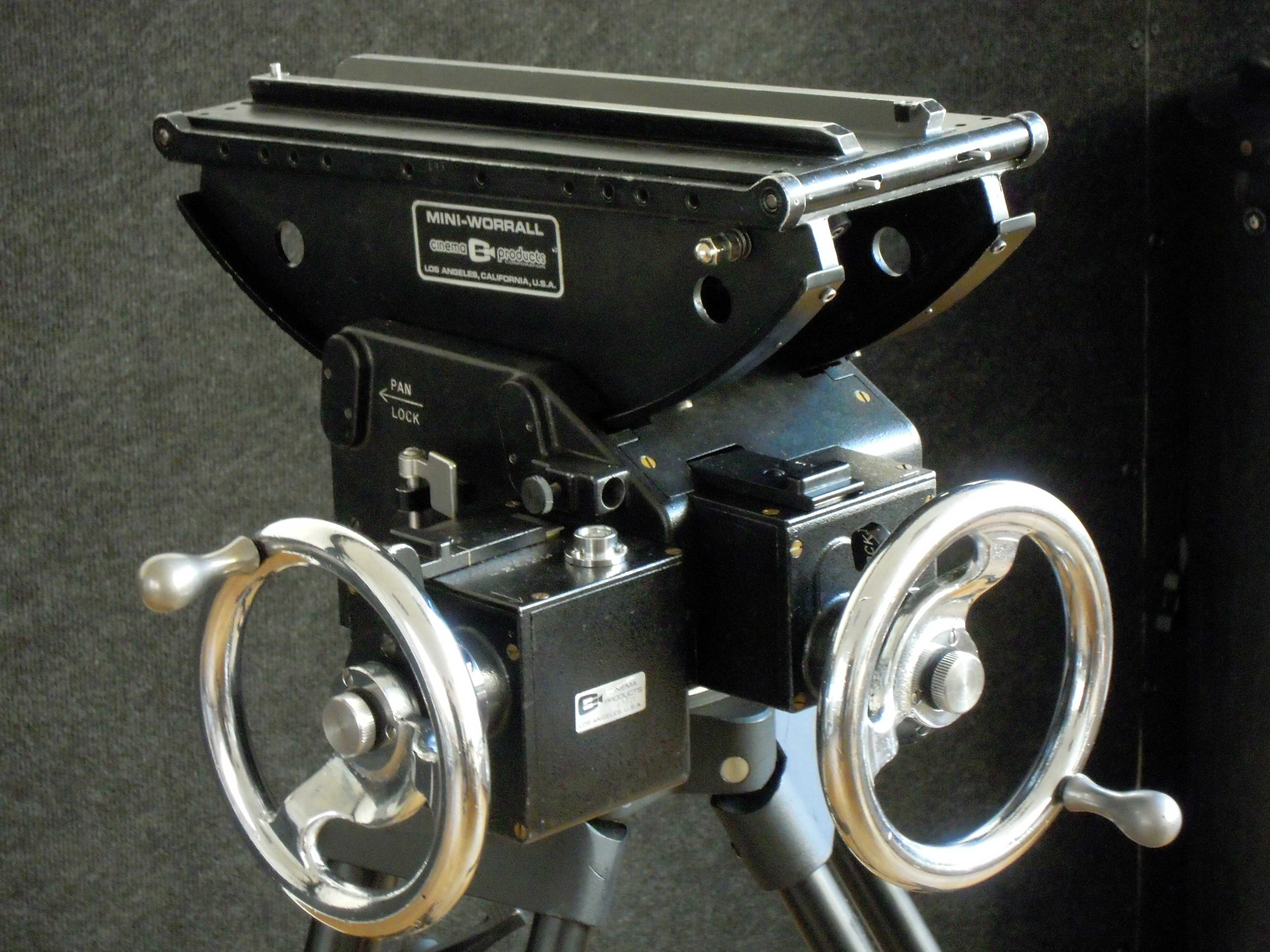
Mini-Worrall-Kurbelkopf

Der Kopf wird über zwei Handkurbeln bewegt, wo die Kurbel selbst wie ein Schwungrad wirkt. Es gibt zwei Arten von Kurbelköpfen, die sich durch die Kraftübertragung an die Kamera unterscheiden. Sie kann über Schneckenantrieb oder Zahnriemen (bei älteren Modellen mit Drahtseil) erfolgen.

### Schnellwechselplatte
Viele Stativköpfe verfügen über eine Halterung zur Aufnahme einer Schnellwechselplatte, mit der die Kamera, an der die Schnellwechselplatte angebracht ist, rasch am Kopf angebracht und wieder davon abgenommen werden kann. Im Bereich der Videostative sind die Aufnahmen oft so konstruiert, dass eine Verschiebung der Schnellwechselplatte in Blickrichtung der Kamera möglich ist, um das (eventuell je nach Setup wechselnde) Kameragewicht auszubalancieren.

## Traglast
Eine wichtige Eigenschaft der Schwenkköpfe ist die maximale Traglast. Es werden Stativköpfe für Kamerasysteme (d. h. Kamera und Objektiv) ab 500 g bis ca. 50 kg gebaut. Faustregel ist, einen Stativkopf mit der nächsthöheren Traglaststufe zu verwenden.

## Reprostative
Reprostative dienen der Reproduktion von Vorlagen aller Art. Dabei handelt es sich zum Beispiel um Dokumente, Bilder, Dias oder kleinere Gegenstände. Ein Reprostativ besteht aus einer Bodenplatte, einer Stativsäule und dem Stativarm. Meist ist die Höhenverstellung mit einer Kurbel möglich. Für die schattenfreie Beleuchtung sind zusätzlich mindestens vier Lampen notwendig. In Verbindung mit einer Leuchtplatte ist auch eine Beleuchtung von unten möglich.
Neben der klassischen Bauform der Reprostative mit einer stabilen Säule wurden auch von den Kameraherstellern für das jeweilige Kameramodell angepasste, im deutschen Sprachraum als Stäbchengerät bezeichnete Spezialstative hergestellt. Sie bestehen aus einer Halteplatte und vier längenverstellbaren Stäbchen. Die Halteplatte wird bei Spiegelreflexkameras an der Filterfassung angebracht; bei Sucherkameras wird sie zwischen Objektiv und Kamera montiert. Für Sucherkameras wird damit zugleich eine feste Auszugsverlängerung bereitgestellt. Die Stäbchen tragen Markierungen für die DIN-Formate, um feste Abbildungsmaßstäbe für Rückvergrößerungen zu ermöglichen. Vor der Verbreitung der Fotokopierer und der Digitalisierung war dies die einzig praktikable Möglichkeit, Präsenzexemplare und Inkunabeln in Bibliotheken zu reproduzieren. Die Stäbchengeräte sind leicht und klein und wesentlich einfacher zu transportieren als die konventionellen Reprostative.

## Laborstative
In Laboren, speziell Chemielaboren, aber auch zu Lehrzwecken z. B. im Physikunterricht, werden Apparaturen mit freistehenden oder an Wänden fixierten Stativen oder Stativrahmen befestigt. Zur Befestigung an den Stangen oder Rahmen dienen diverse Stativklemmen und -muffen. Bei freistehenden Laborstativen wird die Stativstange in eine Bodenplatte geschraubt oder in einen Stativfuß geklemmt.

Labor- und Unterrichtsstative
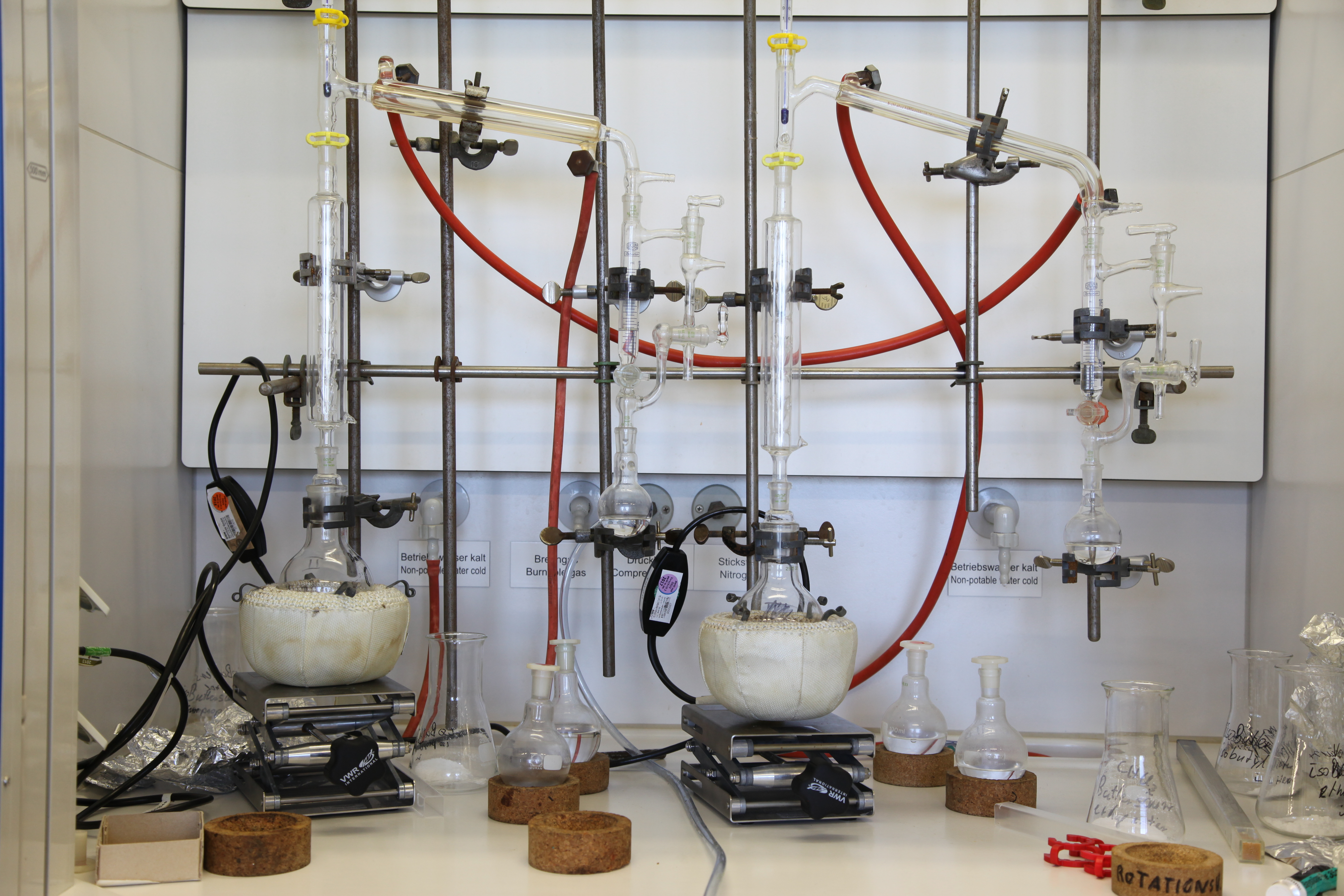
Destillationsapparaturen in einem Abzug, an Wandstativen befestigt
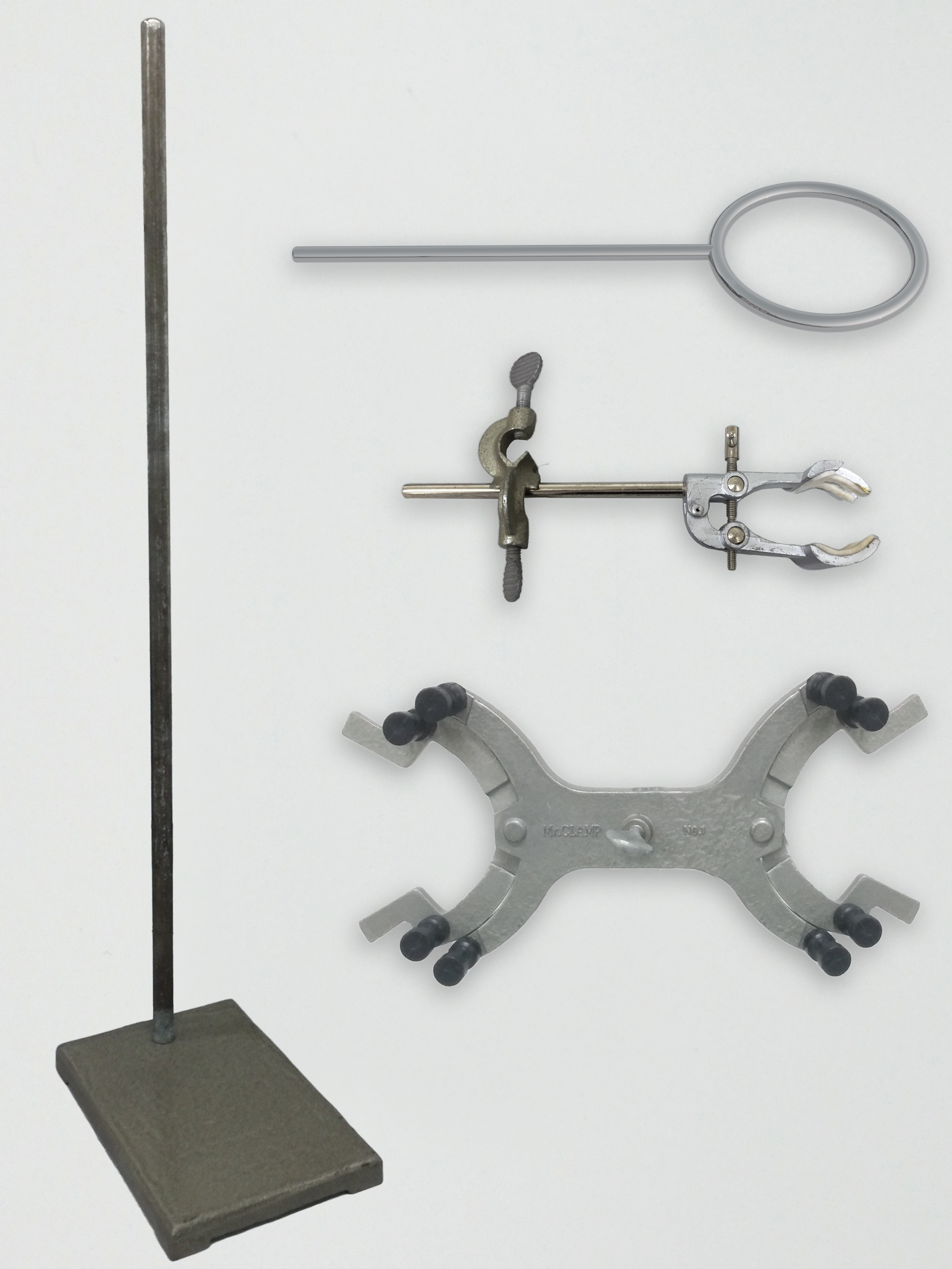
Laborstativ mit Zubehör
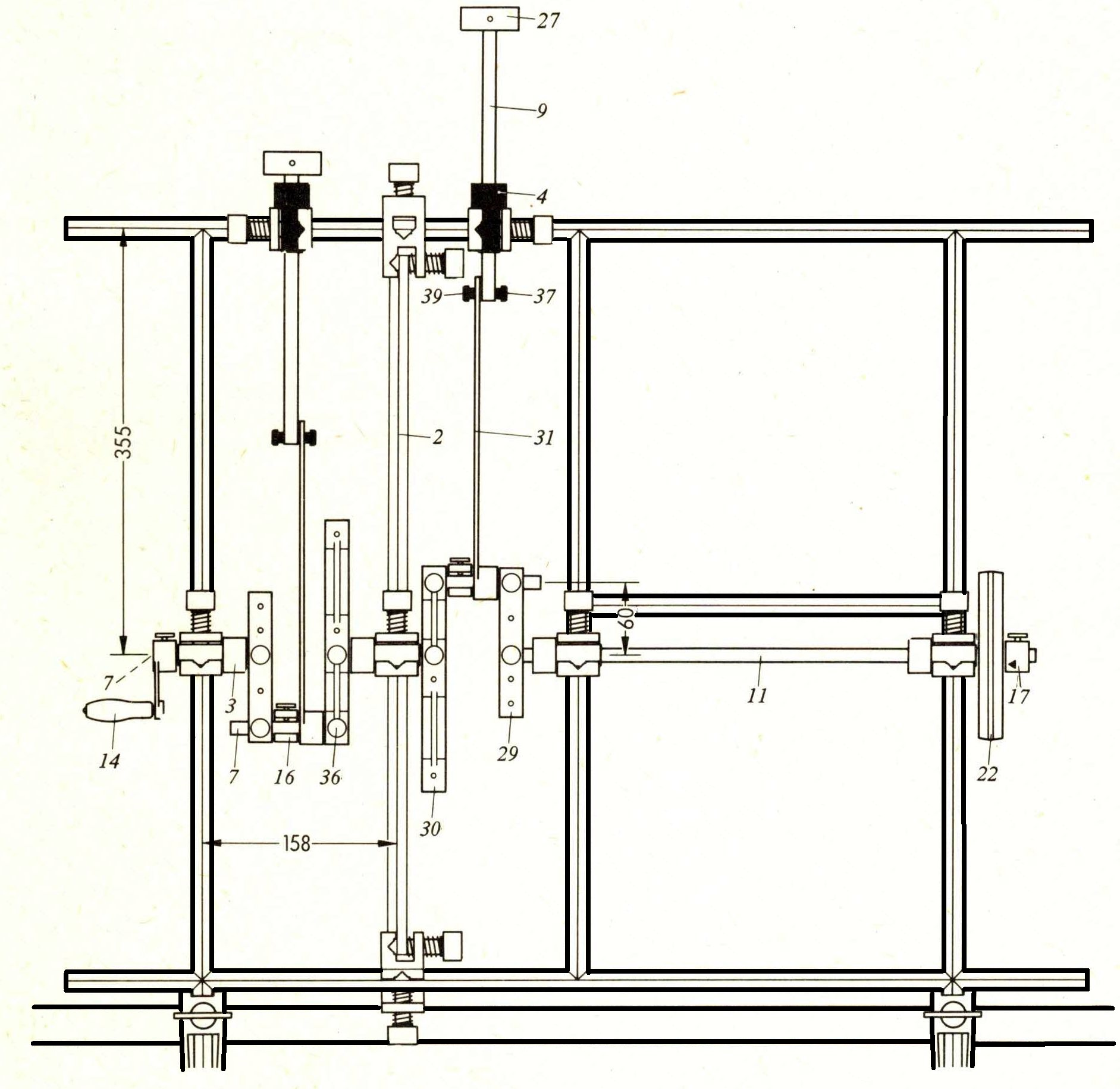
Stativrahmen mit Demonstrationsmodell, mit Tischklemme an Tisch befestigt